# Megachile hungarica
Megachile hungarica is een vliesvleugelig insect uit de familie Megachilidae. De wetenschappelijke naam van de soort is voor het eerst geldig gepubliceerd in 1877 door Mocsáry.